# Handlovská kotlina

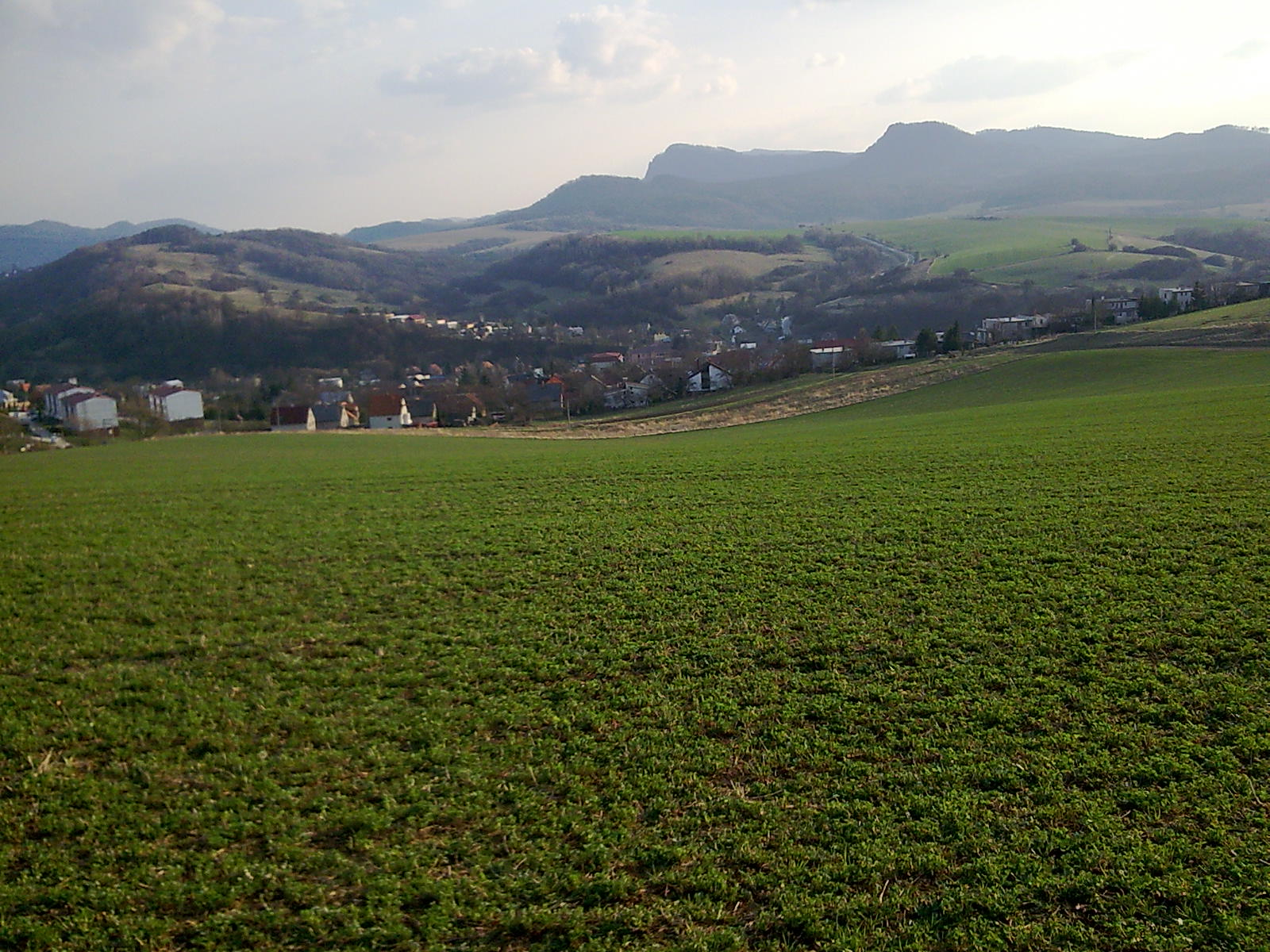
Handlovská kotlina u Ráztočna

Handlovská kotlina je geomorfologický podcelek Hornonitranské kotliny na středním Slovensku. Nachází se v povodí říčky Handlovky ve východní části okresu Prievidza a obklopují ji pohoří Žiar a Vtáčnik.

## Charakteristika
Handlovská kotlina začíná úzkým kaňonem Handlovky, východně od Prievidzi, za kterým se rozšiřuje a vytváří tak
širokou nivu. Území se zužuje a mění se v pahorkatinu v oblasti Ráztočna, kde kotlina začíná viditelně stoupat. Za Handlovou mění svůj směr na sever, kde končí pohořím Vtáčnik. Nadmořská výška zde činí od cca 300 m n. m. u Prievidzi až po cca 500 m n. m. v katastru Handlové.
Většina území je zalesněna smíšenými lesy, z listnatých stromů se nejvíce vyskytuje dub a buk lesní, z jehličnanů jsou to smrky. V lesích žijí ve větším množství jeleni, srnci a divoká prasata.

## Větší lidská sídla
Území patří mezi středně až hustě zalidněná území leží a nachází se zde (směrem od Prievidze):
- Veľká Čausa
- Malá Čausa
- Lipník
- Chrenovec-Brusno
- Jalovec
- Ráztočno
- Handlová

## Doprava
Územím vedla od pravěku důležitá dopravní spojnice z Horní Nitry a Pohroní, tedy spojnice východu se západem Slovenska.
Tuto úlohu dnes plní mezinárodní silnice E 572, vedoucí po silnici I/50 spojující Trenčín, Prievidzu a Zvolen. Nezastupitelnou úlohu sehrává železniční trať Prievidza – Horná Štubňa, která kotlinu dopravně propojuje s regionem Turce.